# Крым (Приморский край)
Крым (в 1980—1994 — Шкотово-19, относился к территории посёлка Шкотово) — упразднённый военный городок на территории городского округа ЗАТО Фокино в Приморском крае Российской Федерации.  

## Название
Назван украинскими переселенцами в честь Крымского полуострова на Чёрном море. По другой версии, Никитa Хрущёв в 1958 году приезжал на Дальний Восток, и когда ему показывали залив Петра Великого, он восхитился словами: «Здесь как в Крыму!».

## География
Находится на берегу бухты Абрек залива Стрелок.

## История
Основан в 1907 году.

## Население
По переписи населения 1915 года в посёлке проживали 148 человек, из них 67 русских.
Население составляли морские офицеры и их семьи, гидрографы, экипажи судов обеспечения — до 500 человек.
В 2006 году население Крыма составляло 29 человек.
Расселён около 2010 года.

## Инфраструктура
Ранее в посёлке активно занимались рыболовством.
В 1957 году в посёлке находился штаб военно-морской базы Стрелок.
Сохранившиеся объекты инфраструктуры относятся ЗАТО Фокино
Раньше действовала школа (закрыта в 1970-е), магазин

## Транспорт
Автобусное сообщение с райцентром. Остановки общественного транспорта «Бухта Абрек» и «Крым».  